# 2010年亚洲残疾人运动会印度尼西亚代表团
2010年亚洲残疾人运动会印度尼西亚代表团派出了20名运动员参赛，其中男选手15名，女选手5名。
奖牌榜：
| 名次 | 代表团     | 金牌 | 银牌 | 铜牌 | 总数 |
| ---- | ---------- | ---- | ---- | ---- | ---- |
| 14   | 印度尼西亚 | 1    | 5    | 5    | 11   |

## 奖牌获得者

### 金牌
1. 印度尼西亚：羽毛球 - 男子双打站立1/2/3级

### 银牌
1. 阿古斯·艾明：游泳 - 男子100米仰泳 - S6
2. 德维约科：羽毛球 - 男子单打站立二级
3. 哈里·苏桑托：羽毛球 - 男子单打站立三级
4. 苏尔约·努格罗霍：羽毛球 - 男子单打站立五级
5. 印度尼西亚：羽毛球 - 男子双打站立4/5级

### 铜牌
1. 戴安·戴维·迈克尔·雅各布斯：乒乓球 - 男子单打TT10
2. 塞蒂奥·布迪·哈尔坦托：田径 - 男子跳远 - F46
3. 苏约诺：田径 - 男子200米 - T38
4. 苏约诺：男子400米 - T38
5. 瑞安·约赫瓦里：羽毛球 - 男子单打站立五级